# クレバテス-魔獣の王と赤子と屍の勇者-
『クレバテス-魔獣の王と赤子と屍の勇者-』（クレバテス まじゅうのおうとあかごとしかばねのゆうしゃ）は、岩原裕二による日本の漫画。LINEマンガ（LINE Digital Frontier）において、2020年8月12日から、縦スクロール・フルカラーのウェブトゥーン形式で連載中。
単行本ではモノクロ・横組み形式で収録されており、2024年7月からはMFコミックス アライブ+シリーズ（KADOKAWA）より新装版が刊行されている。
メディアミックスとして、2025年7月からテレビアニメが放送中。

## あらすじ
大地「エドセア」に5種類の種族・人属がいる世界。人属はエドセアの外にも進出していたが、そこは魔獣の生息地であり、さらに4体の魔獣王がいることから、進出を阻んでいた。
ある日、人属の一種・ハイデンの王は魔獣王クレバテスを討伐すべく13人の勇者を派遣したが、討伐は失敗した。クレバテスは人属を脅威とみなし、人属の目的を確かめるべくハイデンの首都・ハイドラートの城を攻め落とし、ハイデン王に問い詰めた。そして、クレバテスは人属を滅ぼすと決意する。
クレバテスは、崩壊した城の中を移動している中、赤子と、城の瓦礫から身を挺して赤子を守った者を発見する。その者はクレバテスに赤子を助けるように求めた。クレバテスは一度断るも、人属の価値を赤子は見出してくれると聞いて、これを受け入れた。
こうして、人属の運命は赤子に託されることとなる。

## 登場人物

### 主要人物
アリシア・グレンフォール
声 - 白石晴香
クレバテス討伐に派遣された13人の勇者の一人で隊内唯一の女性。ハイデン国王からは至宝「巌燕」が託された。幼い頃から勇者に憧れ、世界をもっと広くしたいと望み世界の先を見る事を目標にしている。クレバテスとの戦いの際に上空に跳ね飛ばされて、一瞬だが月の山の向こうにある世界の果ての先を目撃した初の人属となった。
エスリン国のソーゴ村出身。かつてそこに住んでいた元剣聖マルゴの娘だが、その父が兄弟子だったドレル将軍に殺される。この時に心の奥底にドレルに対する恐怖が刻まれたために自分の事が広まるのを恐れており、他人には剣聖の娘である事を隠してソーゴ村のアリシアと名乗っていた。剣聖であった父の教えを受けたために、腕力で劣る女性でありながら剣士として相当の実力の持ち主。父から誰よりも剣の力を引き出す才能を持っていると認められており、剣の声を聞くことが出来る。後に入手した至宝「滝割り」の水を切り裂く力も、クレバテスの生き物の中身は殆どが水という助言一つで使い熟し、魔術で操られ軍団にも匹敵する虫の大群をたった一振りで屠ってみせた。対峙したドレルの見立てでは、至宝使いの中でも上位の実力を持つ模様。
クレバテスに敗北して殺されこそしたが、13人の中でただ一人かの魔獣王の攻撃をかわして眼前へと至り、人属で初めてその角に傷を付けられた勇者。そのため女でもあるからルナの世話係などで利用価値があるだろうと、クレバテスの魔血を与えられて下僕として蘇生される。その結果、魔血が大量出血などで尽きるかクレバテスの意思で回収されない限り死ねない体となり、クレバテスの命には絶対服従で自害も許されない完全に生殺与奪を握られた状態になる。 千切られた左足はくっ付けた事で元に戻るも、抉られた左目は完全に失われていたため魔血でも再生出来ず隻眼となる。
月の山からの帰還中、おくるみに施されていた紋章からルナがハイデンの王子である事を知る。山賊団「鴉」のアジト「エルベの縦坑」で300年前の勇者コドワルの至宝「滝割り」の入手と乳母クルルとの出会い。自分たちの無謀とも言える挑戦と、その結果のハイデン滅亡の危機にあっても民達が勇者を支持していた事などを知りながら旅を続け、ついにハイドラートへと至る。そこで国の危機に乗じて侵略を行うポーレート国の軍とそれを率いるドレル将軍と対峙。ハイデンの救援に来たエスリンの師団長であるロッドと共闘してついに父の仇を討った。
戦争終結後、ドレルの魔術研究の場だった「秘密の部屋」を調査するため神学校ソルセインへ派遣される。その際にクレンによって身体を少女くらいの年齢に見えるまでに縮められ、顔もハイデン人風に成形。留学生アリッサ・スレイハントという偽名で潜入することになった。そこでエルローの罠に嵌り「はじまりの町」の「第一の試練」に捕らわれるが、これを自力で突破したことで「紋」を得て更に実力を伸ばした。この際に「紋」は魔術ではなく「練技（スキル）」というものである事、二つまで持つことが可能、紋を持つものが詠唱と式を駆使すれば魔鉱石に依存しない魔術を扱えることが分かった。アリシアの獲得した一つ目の紋は放出系で、右手の甲に現れた。この紋は自身の痛みを蓄積しそれを攻撃に転嫁できるが、蓄積した力を使い切ると再度痛みを受けて蓄積しなけらばならない。この紋にアリシアは「苦悶の波動」と名付けた。二つ目の紋はミレア王女の裏人格「裏の姫」との戦いで覚醒。裏の姫によって鏡の世界の「第二の試練」に捕らわれ、その幻の世界で亡き父母と再会。そこでの穏やかな幻の生活と今まで歩んできた現実の人生に正面から向き合い、自分のありのままを全肯定した事で潰れた左目の上に発現した。
クレバテス
声 - 中村悠一
作中世界「エドセア」の大地の四方を縄張りとして封鎖し、人属を閉じ込めている四大魔獣王のうちの一体。「月光のクレバテス」と称される。頭部の左右に羊の様な双角と額にユニコーンの様な一角、七つの尻尾を持つ巨大な黒いオオカミ。南方の「月の山」を己の領域とし、影と伸縮自在の強靭な尾を操り絶大な力を誇る。
およそ千年ぶりに、13人の勇者が己の領域に攻めてきた報復としてハイデン国の首都ハイドラートを強襲。王を殺し、城も街も潰して国を亡ぼす寸前まで追い詰める。このままエドセアに住まう目障りな人属全ても滅ぼそうと考えていた時に、王子ルナを守って瓦礫に潰され死に瀕していた少年シロ・クレイトスより、この子を守り育てることで人属の存在価値を証明してくれるだろうとの交渉を持ち掛けられ、気まぐれにこれを承諾。この事がきっかけで、人属を滅ぼすべきかどうかの見極め、この世界を支配する勇者伝承の真実、自分たちは何のために存在しどうして人属の領域を封鎖しているのか？といった、世界の謎を知るための旅に出る事となった。これらの謎や、アリシアやルナとの関わりの中で影響を受けて、次第に考え方に変化が生まれてきている。
クレン・バーティス
声 - 田村睦心
クレバテスが人属に化けた姿。クレバテスに赤子の保護を懇願しつつ事切れた少年シロ・クレイトスの風貌を模している。名前はクレバテスを捩ったもの。この身体は分身の様なもので、巨大な本体は影の中に隠している。額の一角だけは隠せないため、五つの人属の一つ森の民オーグの血を引くという設定にしている。この姿だと人属の性能に準じた耐久力となるため、クレバテス的には相当に脆い身体だと感じている。ルナ達との旅の最中はずっとクレンで通してきたが、神学校ソルセインに留学生として潜入する際にバーティスと姓を付けた。
シロ・クレイトス
行商人の息子で、父親は山賊団「鴉」から偽の魔剣を仕入れて売り捌いていた。商売と剣術が得意。詐欺行商の息子という境遇ながらも気高く勇敢な勇者に相応しい心を持ち、アリシア達に続く今年14番目の勇者を目指していた。運命の歯車が噛み合う瞬間を感じ取れるという、他者に無い不思議な感性を持った少年でもあった。街で出会った孤児で、後に神学校ソルセインに入学して優秀な魔導士となるレイ・フォレスターとも運命を感じ友達になっていた。ハイドラートの城に居たのは勇者に挑戦するためだったようで、タイミング悪くクレバテスの襲撃に巻き込まれた。だがそこで世界の運命を動かす交渉を成功させ、やり切った顔で死んでいた。この事をレイ・フォレスターに教えられたクレンは興味深い話だと感想を述べた。
ルナ
声 - 会沢紗弥
崩壊したハイドラートの城の中で、クレバテスが発見した赤子。後に、クレバテスによってルナと名付けられる。アリシアがおくるみを洗濯していた際に王家の紋章を発見し、王子である事が分かった。名付けの儀を受ける前に失踪していたため真名が無かったが、力ある魔獣王に名付けられたため、このルナが真名として魔道具でもある玉座に登録された。ハイデンの王位継承権を持ち、非常に高い魔道士の才能を持つ。ハイデリアス6世として次の王となる運命の子供。
クレンと出会ってから知性と魔術が異常な速度で成長を見せ、クレン達が神学校ソルセインに出向いている間に更に成長していた。まだ生後十か月未満の赤子にも関わらず、その知性は十歳前後のレベルにまで育ち、魔術で空を自在に飛び回る事が出来るようになっていた。
ネルル / ネル
声 - 悠木碧
山賊「鴉」の奴隷。奴隷の子として縦坑で生まれ、幼い頃は母が守っていたが、12歳の頃に母親がいなくなり（生死は不明だが高確率で死んでいる）それからは山賊共のストレス発散でずっと酷い仕打ちにあっており、殴られ過ぎて聴力が片側のみとなり顔や歯もボロボロのため活舌が悪い。妊娠を三度繰り返し、母乳が出ることからさらってきた乳飲み子の世話をしている。赤子はすべて死産したと聞いていたが、「鴉」内で産んだ赤子は。ブロコも恐れる謎の連中に売り飛ばされるためカルメたちがあやめていた。
ルナの乳母としてクレンからパーティに誘われるが、山賊団から逃げられると思えなかったために一度断った。しかしこの話で外の世界への憧れを抱いてしまい、それをブロコに裏切りと判定されてペティの餌として処刑実行されて瀕死になるも、己の全てを振り絞ってルナを守ろうとした。ルナが彼女を気に入った事と命を賭して守ろうとした事が評価され、アリシアの魔血を一時的に回収（複数は操作出来ないためで、この間アリシアは死体に戻っていた）して治療が行われ、欠損した身体の一部をトロールの身体と合成する事で補われ、古傷含めた全身をきれいに治療されて蘇る。だが治療の影響で前髪がトロールの体毛と同じ色に変色している。新しく生まれ変わったからと、クレンより名前を授けられて以降ネルルと名乗る事になった。
瀕死だったものの完全に息絶えてはいなかったためにアリシアと違って動く屍ではないが、身体の修復に用いられたトロールの効果で人とは思えない怪力を発揮出来るようになる。また全身を治療されたため歯も揃っており、以前と違ってちゃんと発音できるようになっているが、以前の喋り方が中々抜けず喋り方が不安定。

### 山賊「鴉」
ブロコ
声 - 千葉繁
前のボス（ザザック）が投獄されていなくなったことで勝手にボスを名乗っている。山賊としてはそれなりに頭が切れるが、これは魔導士の秘密結社である協会の出身であるため。魔術で西方の魔獣トロールのメスを支配下に置いている。また至宝の偽物を製造し、これを売り捌いて荒稼ぎしている。山賊らしく外道そのもので、自分以外の命は何とも思っていない。クレン達に追い詰められた末にルナを人質に姿を隠す隠密の魔術で脱出しようとするが、魔術では音が消せないためにアリシアには通用せず、胴を両断されて息絶える。
カルメ
声 - ファイルーズあい
「鴉」のアジトに住む娼婦。ネルから慕われている。アジト壊滅後は消息が不明。
ペティ
声 - 姫野春菜
ブロコの飼っている西方の魔獣トロールのメス。山賊団を裏切ったネルを喰らって処刑する。その場に現れたクレン（クレバテス）を前に恐怖で身動き出来なくなるも、ブロコの魔術により暴走させられて襲い掛かった。その後クレンに倒され、損傷の激しいネルを治療するため身体を素材に使われた。西方の魔獣王ザフティエの臣下ガルトの調査で遺骸が発見された時には、その身体の大部分が失われてバラバラになっていた模様。
ダガン
声 - 楠大典
禿頭の山賊。サッチとセット扱いで描写されている。アリシアとの戦いの中で足場を崩されて縦坑に落下。水中に落ちた大多数と違ってギリギリ岸辺に落ちて生き延びていたが、逃げ道がないため近寄ってきた縦坑の本当のヌシである古来種の魔獣に喰われて死亡。
サッチ
声 - 高橋英則
ドレッドヘアの山賊。ダガンとセット扱いで描写されている。ダガンと同じ場所に落ち、同じように喰われて死亡。
ビト
声 - 峯田大夢
ナイフ使いで盲目の山賊。臭覚と聴力が異常に長けている。アリシアの企みで崖から落とされ悲惨な最期を遂げる。

### ボーレート
ドレル
声 - 安元洋貴
ボーレート軍の将軍。かつてドラゴンを討伐し「竜殺し」の異名をもつ。その時に討伐した竜の魂を吸収した至宝「黒竜」が彼の得物。アリシアの父マルゴと同門で、先輩であり師でもあった。かつてマルゴと共にドラゴン討伐を成したが、マルゴはその戦いで片足を失って剣聖を引退。代わりにドレルが勇者に選ばれたという過去がある。神学校ソルセインに魔術学科を作り、ボーレートが各国を凌ぐ軍事力を得られた立役者。
ある日、村で農夫をしながら娘を育てていたマルゴの下に己の魔術を完成させるために来訪し、至宝と魔術の力で圧倒し殺したためアリシアに仇と狙われている。剣術と魔術を融合させた戦闘スタイルの実力は作中でも屈指のモノで、勇者に選ばれ至宝の力を誰よりも引き出せるアリシアですら未だ及ばない。実はかつてのドラゴン討伐の際に魔獣王ヴォーデインに殺されて魔血により下僕にされており、クレバテスとの戦いで遂に肉体さえも捨てて至宝「黒竜」と一つになり、剣を核に魔血で身体を構成した化け物となった。
メイナード
声 - 重松千晴
ボーレート軍、最高位魔道士（ハイエストウィザード）で最強最悪の魔導士と呼ばれている。虫を操る結晶魔術を扱い、魔獣の棲息域に生きて魔獣と対等に存在している巨大で強力な虫達を操る。操れる虫の数は膨大で、一人で軍団規模の力を誇る。非常に残忍な性格をしており、人を甚振るのを好む。アリシアに倒された際に魔結晶にヒビが入り力を失った。その後エスリンに身柄を引き渡され情報を吐かされる。現在もエスリンの地下牢に入れられている。
ナイエ・シフォンリッツ
声 - 黒沢ともよ
ボーレート軍、上位魔道士（ハイウィザード）。磁力使いで、鉄であれば容易に引き寄せ・突き放す結晶魔術の使い手。これを利用すれば高速で空中を翔る事も出来る。臆病者であり自分が生き残る事が最優先。クレン一行に負けてその魔術で移動の足に使われる。クレン一行に巻き込まれて酷い目にあいながらもなんとか生き残って国に帰ったら、今度はドレルの「秘密の部屋」調査のため強制的にソルセインに教師として配属され、そこでも再びクレン一行による騒動に巻き込まれてしまう。神学校ソルセインでの生活の最中にクレンの正体がクレバテスと知る。クレン一行への苦手意識や恐怖が心に刻まれているため絶対に関わりたくないのに、なぜか何度も関わってしまうという色々不憫なキャラ。
ベイス・ワーズ
ボーレート国皇帝。傲岸不遜な人物。皇帝として強権を振るうが、実はこの国の裏の真実からは遠ざけられており、アロウザの血筋ではないため裏の支配者である魔獣王ヴォーデインにとってはさして価値の無い存在。将軍ドレルも実際に仕えていた対象はヴォーデインであり、多くの事柄をベイスには隠していた。アロウザの血筋は死んだ王妃由来のものであり、娘である王女ミレアにしか継がれていない。
ザザック
山賊団「鴉」の元頭目。「勇者狩り」のザザックという異名を持つ。エドセア五番目の種族である蛮族ベント人で、同じベント達で構成された鴉を率いていた。ボーレートに捕縛されていたが、ドレルを失った後に皇帝ベイスの護衛として牢から開放される。至宝を手にしてもないのに異様な威圧感を感じさせ、現剣聖オーエン・コーズとも戦えるほどの実力を持つ強者。
ミレア・レノールト・アロウザ・ワーズ
ボーレート国の王女。「トアの書」第二節「はじまりの町」の書の管理者である司教アロウザの末裔。鏡を使った魔術を扱う。書に定められた宿命により、鏡に写る自分と人格が二つに分かれており、裏の冷酷で残忍な人格はヴォーデインの忠実な僕、表のミレア本来の優しい人格は不要な存在として鏡の中の裏の世界に幽閉されていた。裏の人格が魔術で変身することで神学校ソルセインの学長を演じ、魔道士の結社である「協会（ユニオン）」をも運営していた。ハイデンにあった第三節「炉」の書を除く、四つのトアの書を保有している。
表のミレア王女は裏の人格「裏の姫」に負けて身体を乗っ取られていたが、鏡の世界で出会ったアリシアやブルーイエ兄弟のおかげでもう一度裏の姫と向き合う事を決意。裏の姫は自分自身の負の一面であり、どちらも自分自身なのだと受け入れたことで克服。分かれていた人格は一つに戻り、両方の人格が混ざった本来のミレア王女となったが、それはブラックジョークも平然と口にするおてんばな性格で、その結果を見たブルーイエ兄弟ははっちゃけすぎだろと感想を述べた。
ヴォーデイン
「焦爛のヴォーデイン」と称される、北方の火山「ヴォルト山」を領域とする四大魔獣王のうちの一体。四本の水晶柱の様なものが背中に生えた、巨大な複眼のドラゴン。ボーレート国の裏に居る黒幕。ミレア王女やドレル将軍を支配下に置いているが、現在の皇帝はそれらの事を何も知らない。かつて真の勇者と戦い殺した魔獣王で、全身の傷はその時のもの。真の勇者の遺体を保存しており、トアの書に記された勇者伝承の真実を知っている。どういうわけか、真の勇者と勇者伝承の完全復活を目論んでおり、今の世界を破棄して真の勇者の時代へ戻そうとしている。その目的のため、ドレルに魔血を与えて下僕にしたり、トアの書を利用して魔導士を生み出したりと暗躍している。
エルロー・ローメイン
神学校ソルセインで長らく学長を務める老人。学校では絶対的な権力を持つ。エルド教の枢機卿。だがその正体はミレア王女の裏の人格が演じる架空の存在で、本物のエルロー学長は王女が14の頃に殺して皮を奪われていた。それまではなんの変哲もないただの司祭で、魔術との関わりなど持っていなかった。魔術によって学長に変身するためだけに殺された可哀そうな人物。
レイ・フォレスター
神学校ソルセインで最優秀と言われる学生。新世代の魔道士で、魔鉱を加工した魔結晶を身体に埋め込んで魔術を行使する「結晶式」の旧世代魔道士とは異なる、新しい力「紋」を用いた紋式詠唱魔術を操る。通常一つ得るだけでも難しい紋を、両手の甲それぞれに二つも所持する。ロッドはドレル並の力を感じ、クレンもアリシアより強いと感じるほどの力を持つ。クレバテスがハイドラートを襲撃した際に、王子をクレバテスへと託した少年シロ・クレイトスの親友。友と同じ顔を持つクレンに含むところがあった。
クレンとの戦いでシロの顔を持つ理由を聞き出し、生前のシロの事を語った。戦いに敗れた後、身体から抜け出そうとしていた魂のような物をクレンによって身体の中に叩き戻され、他の倒された生徒達と共にサラサの治療を受けた。後に、敗れた際に身体から抜け出そうとしていたものは勇者の魂の欠片で、それを回収していたのがヴォーデインと裏の姫だったことが描写され、回収されてしまった他の生徒達は魔道士としての力を失っていたのに対し、彼だけはクレンによって叩き戻されたために全ての力を保持したままだった。

### ハイデン
ハイデン王
声 - 橋爪淳
ハイデン国の現国王。クレバテスによって首を撥ねられ殺された。ハイデン王家は勇者伝承が記された原典である「トアの書」五冊の内の一冊を管理する一族で、歴代王は全て書の意思の操り人形とされていた。13人の勇者の派遣も書に操られた結果。本来はもう引退して息子の皇太子に玉座を譲っていなければならないが、皇太子が炉を恐れて自害したために王を続けていた。ハイドラートに孫のルナが帰還し「王家の炉」へ至ったために、王を生み出す儀式を行おうと復活。その肉体は王になった時から人の物ではなく、首が落ちていても炉の意思によって動き会話出来た。この時にハイデンの「王家の炉」は第三節「炉」の書が変化したものであり、歴代の王は命名の儀で炉に真名が刻まれたあと、王を継ぐ際にこの炉に呼ばれて自ら飛び込み一度灰になり、トアの書の操り人形として肉体が復活して勇者伝承を続けてきたという真実が明らかとなった。
トアラ・モート・アンゼータ
ハイデン国皇太子妃。ルナの母親。夫が自害の際に言い残した言葉から疑問を持ち、歴代王が勇者伝承について何か隠している事があると薄々察していた。現在は王太后となり、ルナが成人するまでの国王代理として国を治め復興を行っている。
ファビオ・フリップ
声 - 畠中祐
皇太子妃トアラの配下で、彼女の命によりボーレート軍の侵攻状況の確認や行方不明の王子の探索を行っていた。

### 13人の勇者
クレバテス討伐のためハイデン王国に集められ至宝を託された選りすぐりの実力者たちであったが、一瞬にして殲滅されることになった。
ステファン
声 - 宮野真守
至宝「天馬」
ホルガス
声 - 三宅健太
至宝「筋切り」
ミルロ
声 - 小野友樹
至宝「底無し」
カッツ
声 - 内田雄馬
至宝「水薙ぎ」
ムド
声 - 阿座上洋平
至宝「大牛の角」
ミナーク
声 - 土屋神葉
至宝「黄金郷」

### エスリン
ロッド・ロイエス
声 - 関智一
エスリン国の師団長で、勇者ランドール・ロイエスの末裔。代々受け継がれてきた家宝で、氷結の力を持ち自ら主を選ぶ至宝「雪華」の使い手。8歳の時に、家宝でありながら長らく誰も寄せ付けず、近づく者を氷結させるために封印されていた雪華に認められた。対峙したドレルの見立てでは、アリシアと同じく至宝使いの中でも上位の実力を持つ模様。ハイデンとボーレートの戦争が終結してから、神学校ソルセインに存在するというドレルが魔術研究を行っていた「秘密の部屋」調査のため、マシュー・バーンズという偽名を名乗って歴史教師として派遣される。
ミケル・メンデス
声 - 上村祐翔
ロッドの副官。ハイデン産の魔剣を使う。顔にはそばかす、茶色の長髪を三つ編みにしている。隠密と探索に長けた斥候のスペシャリストで、神学校ソルセインではテディ・ショーンという偽名を名乗って体育教師を務める。
ユリエル・エスリエル
エスリン国国王。若くして即位しているため、ベイス皇帝からは子供と侮られた。
オーエン・コーズ
エスリン国に居る現剣聖。大剣の至宝を所持し、エスリン国王ユリエルの側近として仕えている。ユリエルより、魔獣王クレバテス不在の月の山を攻略し、13本の至宝を持ち帰るよう命を受ける。
ティゲル・ブルーイエ／リオン・ブルーイエ
エスリンから神学校ソルレインに留学した双子の学生。常に二人で行動する。表向きは学生だが「秘密の部屋」調査のために派遣された調査員。ブルーイエ家出身の魔道士だが、国元では兄弟揃って悪童として知られている厄介者で、本命の調査員であるロッド達の存在を目立たせない囮として留学させられた。ボーレートでは二世代前の旧式技術である薬式魔術を用いて戦う。幼い頃に父親であるブルーイエ卿に双子である事を全否定され、どちらか優劣を付けろと命じられた事から反発。二人で家督を奪い、父親に当て付ける事を目標に進んできた。この経験からミレア王女の境遇もすぐに理解でき、一度負けた裏の人格ともう一度向き合う度胸はあるかと問いかけた。

### その他
マルゴ・グレンフォール
声 - 田中美央
アリシアの父。故人。剣に愛されたと言われる程の天才で、かつて「剣聖」を称号を与えられた勇者だった。ドレルとの闘いによって殺される。
ザフティエ
声 - 藩めぐみ
「迷霧のザフティエ」と称される四大魔獣王のうちの一体。西方の大樹海を領域とし、クレバテスにすら通じる強力な幻術を扱う。クレバテスが言うには仲が悪いらしい。オーグに神と崇められている魔獣王で、人属を愛でるのが好きな変わり者とされる存在。大樹海で魔獣の子供が多数攫われる事件が起こり、この件の調査と引き起こした人属を滅ぼすべきかどうかの判断のため、臣下のガルトを調査へ派遣した。自分の巫女であるサラサを通じて遠方へ干渉でき、必要があれば憑依して降臨する。
ガルト
声 - 青柳尊哉
魔獣王ザフティエの臣下で、人の言葉を操れる高位の魔獣。本来は巨大な鷲のような姿をしているが、ザフティエの幻術で人に化けている。魔獣の子供が攫われた事件の調査の最中にクレン一行と出会う。またロッド・ロイエスとも出会い、調査のために正体を伏せたまま協力関係を築く。
サルサ・ル・エイラ・ラフォカ
西の大樹海に住まうオーグ人の少女。古風な話し方をする。実は「神降ろしの巫女」と呼ばれる、オーグの次期女王。神学校ソルセインの調査のために留学してきた。ザフティエの巫女として常に彼女と繋がっており、サルサの見聞きしたことはザフティエに伝わり、サルサの身体が耐えられる程度までの出力の幻術も行使できる。
エディソン・リュークラフト
東の海の国出身のスラーダ人。神学校ソルセインの調査のために留学してきた。魔獣王ラスウェルの配下のような存在で、分身を身体に寄生させている。ラスウェルによって「練技」を開花させてもらった特殊能力者で、その能力「炭素形成」は寄生しているラスウェルが使用する時には400%まで力が引き上げられ、ダイヤモンド並の硬さの防壁にしたり軽さを活かして凧のような乗り物を生み出したりと応用力が高い。
ラスウェル
「群青のラスウェル」と称される、東方を領域とする四大魔獣王のうちの一体。その身体は集合体であり、寄生性もあって様々な生物に寄生している。分身を人に寄生させて遠方へ干渉することが出来るが、これは同意を得て行っており寄生対象も自分の意識を持つ生きた人のまま。現在はエディソンに寄生して神学校ソルセインに潜入している。ラスウェルとヴォーデインの会話により、第二節「はじまりの町」の試練は魔力開眼、第三節「炉」は勇者に武器＝至宝を与えるという事が確定した。
ライト
千年前に存在した真の勇者。書くのが仕事だからライトと名乗ったらしい。ヴォーデインとの死闘の末に倒されその死体は神殿に保存されていた。当時存在した数多の勇者達の殆どが憎しみや狂気や傲慢さを纏っていた中で、彼ただ一人が理知的であり未来を見据えて行動していた。練技「司書」と「大賢者」を所持しており、トアの書＝勇者伝承を執筆した人物。トア人と魔獣の戦争の最中、人属の事を調べるため人に化けて行動していたヴォーデインと出会う。ヴォーデインと出会った際に、元いた世界やボクらの世界と口にしてこの世界との違いを語るなど、かつての「勇者」達はトア人により異世界から召喚された存在であったことが語られた。更に勇者の身体はこの世界で作られたものであり、魂だけが呼ばれたような描写がある。そのため勇者は死んでも身体を捨てて魂が戻り、復活して再び戦場に戻ってきていた。
ライト曰く、魔獣に押されていた戦況を覆すために召喚され「魔獣王を倒したら元の世界に戻れる」などと言われても、彼らからしたら脅迫されているのと同じなので真面目に戦うわけがなく、無秩序で制御の利かなかった勇者達をトア人は持て余していたらしい。
トア人
ヴォーデインによると、トア人とは感情がほとんど無い人種だったらしく、急に戦場に現れた感情溢れる勇者達に違和感を抱いたのがライトと出会う切っ掛けになった調査を行う事になった理由だった。トアの都は三層構造になっており、上位種の住む高層階や天上層、下位種の住む下層階となっていた。天上層に住まう支配者である上位種ともなると、感情が無いだけでなく想像力も足りてなく、人間味のかけらもありはしなかったと一度彼らと会った事のあるライトは述べていた。

## 書誌情報
- 岩原裕二 『クレバテス-魔獣の王と赤子と屍の勇者-』 LINE Digital Frontier〈LINEコミックス〉、既刊10巻（2025年7月2日現在）
  1. 2020年8月12日発売[5]、ISBN 978-4-86697-080-6
  2. 2021年2月15日発売[6]、ISBN 978-4-86697-146-9
  3. 2021年9月15日発売[7]、ISBN 978-4-86697-208-4
  4. 2022年3月15日発売[8]、ISBN 978-4-86697-249-7
  5. 2022年10月14日発売[9]、ISBN 978-4-86697-279-4
  6. 2023年4月14日発売[10]、ISBN 978-4-86697-291-6
  7. 2024年4月15日発売[11]、ASIN B0CW1H3T7F
  8. 2024年10月15日発売[12]、ASIN B0DJQK2BHR
  9. 2025年4月15日発売[13]、ASIN B0F4CKNTNW
  10. 2025年7月2日発売[14]、ASIN B0FFSJ43M7

- 岩原裕二 『【新装版】クレバテス-魔獣の王と赤子と屍の勇者-』 KADOKAWA〈MFコミックス アライブ+シリーズ〉、既刊9巻（2025年7月28日現在）
  1. 2024年7月5日発売[15]、ISBN 978-4-04-811299-4
  2. 2024年7月5日発売[16]、ISBN 978-4-04-811300-7
  3. 2024年8月28日発売[17]、ISBN 978-4-04-811347-2
  4. 2024年9月28日発売[18]、ISBN 978-4-04-811348-9
  5. 2024年11月28日発売[19]、ISBN 978-4-04-811349-6
  6. 2025年1月28日発売[20]、ISBN 978-4-04-811350-2
  7. 2025年3月28日発売[21]、ISBN 978-4-04-811351-9
  8. 2025年5月28日発売[22]、ISBN 978-4-04-811506-3
  9. 2025年7月28日発売[23]、ISBN 978-4-04-811569-8

## テレビアニメ
2025年7月よりAT-Xほかにて放送中。

### スタッフ
- 原作 - 岩原裕二[24]
- 監督 - 田口清隆[24]
- シリーズ構成 - 小柳啓伍[24]
- キャラクターデザイン - 佐古宗一郎[24]
- 美術監督 - 森川篤[24]
- 色彩設計 - 岩沢れい子[24]
- 撮影監督 - 浅川茂輝[24]
- CGディレクター - 辻直希[24]
- 編集 - 定松剛[24]
- 音響監督 - 田口清隆[24]
- 音響効果 - 古谷友二[24]
- 音楽 - 信澤宣明[24]
- 音楽プロデューサー - 若林豪
- プロデューサー - 新井孝介、佐野貢一、髙橋佳那子、米内則智、大場美帆、飯塚彩、後藤哲
- アニメーションプロデューサー - 栗山政一郎[24]
- アニメーション制作 - Lay-duce[24]
- 製作 - クレバテス制作委員会（KADOKAWA、サミー、クランチロール、BS日本、Lay-duce、LINE Digital Frontier、AT-X、カルチュア・エンタテインメント）

### 主題歌
「Ruler」
前島麻由によるオープニングテーマ。作詞は川田まみ、作曲・編曲は中沢伴行とfumi。
「Destiny」
Ellie Gouldingによるエンディングテーマ。作詞・作曲はEllie GouldingとJack Rochon and Kurtis Walls。

### 各話リスト
| 話数  | サブタイトル     | 脚本     | 絵コンテ        | 演出            | 作画監督                                                | 総作画監督 | 初放送日      |
| ----- | ---------------- | -------- | --------------- | --------------- | ------------------------------------------------------- | ---------- | ------------- |
| 第1幕 | 魔獣の王         | 小柳啓伍 | 塚田拓郎 則座誠 | 塚田拓郎 則座誠 | 佐古宗一郎 能海知佳 小谷杏子 神谷美也子 杉村价秋 松尾優 | 佐古宗一郎 | 2025年 7月2日 |
| 第2幕 | 囚われた魔獣王   | 小柳啓伍 | チャーリー篠原  | 江副仁美        | 日向正樹                                                | 佐古宗一郎 | 7月9日        |
| 第3幕 | 勇者の仕事       | 小柳啓伍 | 寺澤伸介        | 寺澤伸介        | 近藤奈都子                                              | 佐古宗一郎 | 7月16日       |
| 第4幕 | 魔術の適性       | 小柳啓伍 | 齋藤徳明        | 小野亮汰        | 杉村价秋                                                | 佐古宗一郎 | 7月23日       |
| 第5幕 | ボーレートの進軍 | 小柳啓伍 | 則座誠          | 則座誠          | 北川知子 山口光紀 鵲あかね 白絲みく 佐藤美音子          | 佐古宗一郎 | 7月30日       |
| 第6幕 | 虫を操る魔道士   | 西谷一希 | 入江泰浩        | 江副仁美        | 能海知佳                                                | 佐古宗一郎 | 8月6日        |
| 第7幕 | 魔術奥儀         | 小柳啓伍 | 齋藤徳明        | 則座誠          | 小谷杏子 山口光紀 鵲あかね 服部益実                     | 佐古宗一郎 | 8月13日       |
| 第8幕 | 蟲の流動         | 小柳啓伍 | なかの★陽       | 山本里織        | 神谷美也子 田中茉莉 関本光夏                            | 武内啓     | 8月20日       |

### 放送局
| 放送期間       | 放送時間                     | 放送局             | 対象地域       | 備考                                            |
| -------------- | ---------------------------- | ------------------ | -------------- | ----------------------------------------------- |
| 2025年7月2日 - | 水曜 20:30 - 21:00           | AT-X               | 日本全域       | 製作参加 / CS放送 / 字幕放送 / リピート放送あり |
|                | 水曜 23:00 - 23:30           | TOKYO MX           | 東京都         |                                                 |
| 2025年7月3日 - | 木曜 0:00 - 0:30（水曜深夜） | サンテレビ         | 兵庫県         |                                                 |
|                |                              | KBS京都            | 京都府         |                                                 |
|                | 木曜 0:30 - 1:00（水曜深夜） | BS日テレ           | 日本全域       | 製作参加 / BS/BS4K放送 / 『アニメにむちゅ〜』枠 |
|                | 木曜 0:58 - 1:28（水曜深夜） | テレビユー福島     | 福島県         |                                                 |
|                | 木曜 1:15 - 1:45（水曜深夜） | 長野放送           | 長野県         |                                                 |
|                | 木曜 1:25 - 1:55（水曜深夜） | テレビ山梨         | 山梨県         |                                                 |
|                | 木曜 1:28 - 1:58（水曜深夜） | あいテレビ         | 愛媛県         |                                                 |
|                |                              | IBC岩手放送        | 岩手県         |                                                 |
|                | 木曜 1:29 - 1:59（水曜深夜） | ミヤギテレビ       | 宮城県         |                                                 |
|                | 木曜 1:30 - 2:00（水曜深夜） | 北陸放送           | 石川県         |                                                 |
|                | 木曜 1:35 - 2:05（水曜深夜） | テレビ静岡         | 静岡県         |                                                 |
|                | 木曜 1:50 - 2:20（水曜深夜） | テレビ新広島       | 広島県         |                                                 |
|                |                              | 秋田朝日放送       | 秋田県         |                                                 |
|                | 木曜 1:55 - 2:25（水曜深夜） | 北海道テレビ       | 北海道         |                                                 |
|                | 木曜 2:00 - 2:30（水曜深夜） | 日本海テレビ       | 鳥取県・島根県 |                                                 |
|                | 木曜 2:04 - 2:34（水曜深夜） | 長崎国際テレビ     | 長崎県         |                                                 |
|                | 木曜 2:30 - 3:00（水曜深夜） | メ〜テレ           | 中京広域圏     |                                                 |
|                |                              | 新潟放送           | 新潟県         |                                                 |
| 2025年7月4日 - | 金曜 1:31 - 2:01（木曜深夜） | 琉球放送           | 沖縄県         |                                                 |
|                | 金曜 1:54 - 2:24（木曜深夜） | 青森放送           | 青森県         |                                                 |
|                | 金曜 1:59 - 2:29（木曜深夜） | RKB毎日放送        | 福岡県         |                                                 |
|                | 金曜 2:22 - 2:52（木曜深夜） | チューリップテレビ | 富山県         |                                                 |
| 2025年7月6日 - | 日曜 1:15 - 1:45（土曜深夜） | 福井テレビ         | 福井県         |                                                 |
|                | 日曜 1:28 - 1:58（土曜深夜） | テレビユー山形     | 山形県         |                                                 |
|                | 日曜 2:30 - 3:00（土曜深夜） | 鹿児島放送         | 鹿児島県       |                                                 |

| 配信開始日   | 配信時間                | 配信サイト | 備考                 |
| ------------ | ----------------------- | --- | -------------------- |
| 2025年7月2日 | 水曜 22:00 更新         | dアニメストア U-NEXT アニメ放題 | 地上波先行・最速配信 |
| 2025年7月7日 | 月曜 22:00 以降順次更新 | ABEMA ニコニコ生放送 ニコニコチャンネル DMM TV Lemino FOD バンダイチャンネル Hulu TELASA （見放題プラン） J:COM STREAM milplus 見放題パックプライム Prime Video AnimeFesta | 見放題配信           |
|              |                         | ムービーフルplus HAPPY!動画 Rakuten TV | 都度課金配信         |

### BD
| 巻  | 発売日             | 収録話         | 規格品番  |
| --- | ------------------ | -------------- | --------- |
| BOX | 2025年11月26日予定 | 第1幕 - 第12幕 | KAXA-9121 |